# Ogwell
Ogwell – wieś i civil parish w Anglii, w Devon, w dystrykcie Teignbridge. W 2011 roku civil parish liczyła 2896 mieszkańców. W obszar civil parish wchodzą także East i West Ogwell.